# Stroncium (román)
Stroncium je sci-fi román českého autora Jiřího Kulhánka, vydaný v roce 2006. Děj se odehrává v postapokalyptické budoucnosti a od autorových předchozích děl se v mnohém liší. Autor v díle využívá dobově čerstvé vědecké poznatky o Saturnově měsíci Titan získané sondou Cassini-Huygens. Zároveň se autor věnuje silné kritice mediokracie.

## Děj
Děj knihy se odehrává v budoucnosti. Píše se rok 2129. Je to více než sto let potom, co Zemi postihla přírodní katastrofa vulkanického charakteru. 
"V roce 2015 začalo v červenci hustě sněžit, do konce srpna zemřely 4 miliardy lidí. V polovině září ožily sopky, kouřová clona zabránila pronikání slunečních paprsků na Zem. V důsledku toho klesla teplota na více než −90 °C. Začátkem prosince zbyl na Zemi poslední milion lidí."
Ti založili jediné město Majesty, ve kterém vládl Lloyd Byron, druhý baron Austen-Rohrer VM (Vlastník Médií) a šógun, pan Micuhide Tokugawa. Město se postupně rozvíjelo. Byl objeven nový zdroj energie – stroncium a přípravek, který způsoboval dlouhověkost. Vládci používali Tézet – technické zaměstnance, neoficiálně „technozombie“, kteří jsou předělaní z mrtvého člověka na poslušný stroj. Ve městě časem došlo k přelidnění, což bylo potřeba nějak řešit. 
Hlavní hrdina knihy, Longin Kandinsky, který je původní profesí archeolog, chce pravdivě informovat lidi a sesadit dosavadního vládce Lloyda Byrona. Bojuje proti sociálnímu vykonavateli panu Corgenovi. Elvis Corgen je zabiják, který se věnuje své profesi pilně a s láskou, pracující pro Lloyda Byrona, druhého barona Austen-Rohrer VM (Vlastník Médií). Během různých střetů dochází k napínavým situacím. Pana Kandinského se snaží zabít kdekdo. Byla na něj vypsána mimořádná odměna. Největším nepřítelem je slečna Hayesová, bitevní Tézet.
Longin Kandinsky překoná všechny nástrahy. Uteče z vězení, podaří se mu uniknout z počítačové simulace zvané Luxor, sloužící k simulaci extrémních podmínek za účelem těžby technologií. A nakonec zjistí, že byl od začátku i on ovládán a bylo s ním manipulováno. Sám uzná, že lidem nemůže říkat pravdu. Stane se z něj vládce celého Majesty a začíná se chovat velmi podobně jako původní vládce.